# Leinil Francis Yu
Leinil Francis Yu (né le 1er juillet 1977 aux Philippines) est un artiste de comics philippin.

## Biographie
Leinil Francis Yu naît le 1er juillet 1977 aux Philippines. Il commence à dessiner des comics grâce à Whilce Portacio qui est aussi un dessinateur philippin et qui a créé son studio lorsqu'il a cocréé Image Comics avec Todd McFarlane, Erik Larsen, Jim Lee, Rob Liefeld, Marc Silvestri et Jim Valentino. Après avoir fait ses premières armes chez Image, Yu passe chez Marvel Comics où lui sont confiées des séries importantes comme Wolverine et les X-men. Il a aussi dessiné les séries  New Avengers, Fantastic Four et le crossover Ultimate Wolverine vs. Hulk. En 2007, il dessine la mini-série Secret Invasion sur un scénario de Brian Michael Bendis. Il crée ensuite avec Scott Lobdell une série intitulée High Roads avant de partir chez DC Comics où il dessine Superman: Birthright sur un scénario de Mark Waid puis Silent Dragon sur un scénario d'Andy Diggle.

## Publications
- Secret invasion
- X-Men
- New Avengers
- Wolverine
- Superior